# Sierra de Boumort
La sierra de Boumort es una montaña calcárea que emerge al nordeste del río Dalt, en la misma comarca del Pallars Jussá. Pertenece al municipio de Conca de Dalt, dentro del antiguo término de Hortoneda de la Conca, a pesar de que sus vertientes se extienden hacia los términos municipales de Bajo Pallars, en el Pallars Sobirá, Cabó, Coll de Nargó y los Valles de Aguilar, del Alto Urgel, y Abella de la Conca, en el Pallars Jussá. Su cota máxima es el pico de Boumort, de 2.076 m.

## Etimología
Joan Coromines considera varias hipótesis en una larga disquisición sobre el origen de Boumort. Menciona brevemente un bauç mor (risco de los moros) y un borg mort (burgo muerto), pero los descarta por carencia de cimientos históricos que los pudieran avalar. Por otro lado, la procedencia de bove morto (buey muerto) toma fuerza por la fuerte presencia de vacunos en esta sierra y por la frecuente presencia en la toponimia catalana de las raíces de bou (buey, como en Bovera, Montbui...) y mort (muerto, como en Osormort, Ultramort).

## Descripción geográfica
La Sierra de Boumort está delimitada al norte por el valle formado por la continuidad del barranco de la Coma de Oriente, la llau de los Carants y el barranco del Vinyal, que hacia poniente, forman el barranco del infierno, que aboca en el Noguera Pallaresa en Collegats.
Por el lado de poniente, esta sierra va bajando en forma de contrafuertes que se alargan entre los barrancos mencionados y la llau de Perauba (Sierra de Palles), entre esta llau y las de la Mitgenca y de Segan (Montpedrós, Sierra de la Travesía y Serrado de las Boixegueres) y entre la llau de Segan y la de la Gavarnera (la Cogulla).
A mediodía, hace de límite de las vertientes meridionales de la sierra de Boumort el río de Carreu; la parte oriental, en el territorio del antiguo pueblo de Carreu y el occidental en tierras del pueblo, ahora abandonado, de Hierba-savina. Todo de barrancos que bajan de la sierra de Boumort y de contrafuertes de la misma sierra forman la mitad norte del valle de Carreu: de oriente a poniente, la carena que baja del pico de Boumort a la Creueta, Plandellet y los Rocs de Esteve, el barranco de los Cóms de Carreu, el de la Gargalla, el Serrado de Moixerolers, el barranco de Gallinero y el de la Creueta, el Serrado Blanco y el barranco de la Malallau.
A levante, en la vertiente alturgellenc de la sierra, están los valles del barranco de Inglada y, más al norte, el río del Cap de la Vall, que quedan separadas por el contrafuerte oriental de la Sierra de Boumort, con el Tossal de Caners y la Cogomera.
Su cumbre, el pico de Boumort (2.076,2 m. alt.), es uno de los mejores observatorios de la cordillera pirenaica y también de las llanuras de Lérida.
A pesar de que la parte baja es muy agreste y abrupta, con predominio de pino rojo, robles y bojes, en la parte alta hay abundancia de prados casi alpinos y de pino negro, de forma que un itinerario por esta sierra nos ofrece una gran variedad de paisajes.

## Espacio de Interés NaturalSierra de Boumort
Forma parte de la Reserva Nacional de Caza de Boumort y como tal tiene una gran riqueza faunística de herbívoros (ciervos, rebecos, corzos, gamos...), carnívoros (zorro, tejón, marta, mustela...) y de pájaros (buitres, halcones peregrinos, águilas doradas, trencalossos...)
También forma parte del Plan de Espacios de Interés Natural (PEIN) y de la Red Natura 2000.

### Extensión
De las 10.824,74 ha. totales de superficie, 875,34 son en el término de Cabó y 1.080,58 en el de Coll de Nargó, los dos del Alto Urgel (1.955,92 ha en esta comarca); 1.458,27 en el término de Abella de la Conca y 4.614,54 en el de Conca de Dalt, los dos del Pallars Jussá (6.072,82 ha en esta comarca), y 2.795,99 en el de Bajo Pallars, del Pallars Sobirá.

### Vegetación
La vegetación de la sierra de Boumort es prácticamente la misma de la Reserva Nacional de Caza de Boumort, de la cual forma parte, y es la propia del prepirineo occidental catalán, enriquecida por la penetración de especies boreoalpinas y por el mantenimiento de elementos mediterráneos.
Presenta una gran diversidad, tanto en número de especies como en estructuras.
El paisaje dominante es submediterráneo, con pinares secundarios de pinus nigra y de pino rojo, dentro del dominio de la robleda de hoja pequeña, que actualmente solo se encuentra a la cercanía de barrancos y lugares inaccesibles.
La parte superior está dominada por los bosques de pino negro, acompañados por un sotobosque de boixerola y enebro común.
Por encima de los 1800 m alt. hay prados alpinos formados fundamentalmente por usona, festuca durísima y avena de montaña, gramíneas típicamente pirenaicas que se desarrollan en las vertientes soleadas, rocosas y con poca nivelación.
Hay que destacar la presencia de cinco plantas estrictamente protegidas dentro de este espacio, que son: el aguilera (Aquilegia pyrenaica), el narciso (Narcissus alpestris), el astràgal danés (Astragalus danicus¡¡), la bufalaga de las nieves (Thymelaea nivalis) y la flor del viento (Pulsatilla alpina).

### Fauna
En esta reserva de caza destacan, por encima del resto de especies que se encuentran, los cèrvids. El más abundoso es el ciervo común, pero también hay rebecos, corzos y gamos.
También hay mucho cerdo jabalí (como toda Cataluña); el resto de mamíferos existentes son el conejo, la liebre europea, además de zorros, tejones, fagines, gatos fieros, martas y musteles, a pesar de que las tres últimas en una proporción más pequeña.
En cuanto a aves, se encuentra el pájaro carpintero negro, el búho pirenaico y la becada (las tres son especies protegidas). También hay la perdiz roja, la perdiz charla, y una buena muestra de grandes rapinyaires, amantes de los riscos y los acantilados: el trencalòs, el buitre, el aufrany, el halcón peregrino y el águila dorada.
A los riachuelos se encuentran algunas especies singulares, algunas de ellas endémicas: el tritón pirenaico y el cangrejo de río ibérico (Austropotomobius pallipes), especie en franca recesión.

## La partida rural Mont Boumort
Esta extensa partida, sumadas todas las parcelas que la forman, prácticamente todas integradas en el parque natural, abraza 3163,7718 hectáreas de pinares y pastos, con zonas de matorrales, boscosas e improductivas. Incluye dentro de la actual partida todo el pueblo de Hierba-sabina y las partidas que formaron parte. La partida de Mont Boumort abraza tierras del pueblo de Hortoneda y de los antiguos pueblos de Hierba-savina y de Mas de Vilanova.